# 21世紀自主フォーラム
特定非営利活動法人21世紀自主フォーラム（にじゅういっせいきじしゅフォーラム）は、自治労徳島県本部委員長の川越敏良が代表を務めるNPO法人である。

## 概要
- 2005年設立
- 人間の自主性を擁護し、平和を実現することを目的として設立された[2]。
- 活動分野 - 人権・平和
- 沖縄自主の会、沖縄・朝鮮友好の会とは同一組織。

## 設立当初の役員
- 世話人代表 - 川越敏良[2]
- 世話人副代表 - 阿部一司、仲里修
- 幹事 - 中塚初江
- 任期は2年

## 現在の役員
- 世話人代表 - 川越敏良[3]。
- 世話人副代表 - 阿部ユポ（阿部一司）、山崎則和
- 世話人 - 尾上健一、川畑浩子、新里正武、高良有政、西沢孝、横内祐治、吉原秀喜

## 主な活動
| 日付           | 内容                                                  | 場所                                  | 主催                                                 |
| -------------- | ----------------------------------------------------- | ------------------------------------- | ---------------------------------------------------- |
| 2011年1月9日   | あらたまぬ年 誇らしゃや「ボリビアと八重山の歌と踊り」 | 沖縄県立博物館・美術館講堂            | 21世紀自主フォーラム                                 |
| 2015年4月7日   | 上映会                                                | 沖縄県立博物館・美術館                | 沖縄・朝鮮友好の会名義で開催                         |
| 2015年6月12日  | アジアの文化の勉強会                                  | 沖縄県立博物館・美術館                | 沖縄・朝鮮友好の会名義で開催                         |
| 2016年1月10日  | 初春につどう―基地をなくし平和な沖縄を―                | 沖縄県立博物館・美術館                | 沖縄・朝鮮友好の会、金日成・金正日主義研究沖縄連絡会 |
| 2017年1月8日   | チュチェ思想新春セミナー                              | 沖縄県立博物館・美術館                | 沖縄・朝鮮友好の会名義で開催                         |
| 2017年1月8日   | 歌とピアノ、踊り、語らいのひととき「新春芸能の夕べ」  | 厚生会館 那覇市水道局みずぷらっさ 3階 | 沖縄・朝鮮友好の会名義で開催。出演：新里正武         |
| 2018年8月11日  | 朝鮮統一と平和のための映画会                          | 那覇市ぶんかテンブス館                | 沖縄・朝鮮友好の会名義で開催                         |
| 2019年10月26日 | 美ら島講座                                            | 沖縄県那覇市のほしぞら公民館          | 沖縄自主の会名義で開催。講演者：平良研一、高良鉄美   |
| 2020年2月11日  | 反帝・自主・平和・連帯のためのシンポジウム            | 沖縄県立博物館・美術館                | 21世紀自主フォーラム、金正恩著作研究会との共催。     |